# Microarthridion littorale
Microarthridion littorale is een eenoogkreeftjessoort uit de familie van de Tachidiidae. De wetenschappelijke naam van de soort is voor het eerst geldig gepubliceerd in 1881 door Poppe.